# На Талла
«На Талла» — условное название стихотворения римского поэта Гая Валерия Катулла, включённого в состав посмертного сборника («Книги Катулла Веронского») под номером 25. Здесь поэт обращается к вору по имени Талл, требуя вернуть украденное — плащ, сетабский платок и «вифинки» (по разным версиям, перстни, ножи, шкатулки, дощечки для письма) — и угрожая поркой.
В других источниках Талл не упоминается. Это имя (греческое по происхождению) фигурирует в надписях античной Вероны.
Цицерон позаимствовал из этого стихотворения Катулла выражение «дряблее мочки уха»: оно использовано в одном из писем брату Квинту, написанном в 54 году до н. э.